# Unity (delstat)
Delstaten Unity , også kendt som Western Upper Nile, i Sydsudan,  ligger i Greater Upper Nile-regionen. Unity er overvejende beboet af to etniske grupper: Nuer-flertallet og Dinka-mindretallet.
I 2015 etablerede et præsidentielt dekret et nyt system med 28 delstater, der erstattede de tidligere etablerede 10. Delstaten Unity  blev erstattet af delstaterne Ruweng, Northern Liech og Southern Liech. Unity delstaten blev genetableret ved en fredsaftale  22. februar 2020, men i   mindre udstrækning, da den nordlige del af den tidligere stat blev oprettet som Ruweng administrative område.

## Administrativ inddeling
Hovedstaden i Unity delstaten er byen Bentiu. Før den administrative reorganisering i 1994 var Unity en del af en meget større provins i Upper Nile, og staten blev undertiden kaldt Western Upper Nile.
Unitys amter er:
- Guit County
- Koch County
- Leer County
- Mayiandit County
- Mayom County
- Panyijar County
- Rubkona County

I Unity liggere de større byer Bentiu, Mayom, Rubkona og Leer.
Andre byer Riangnom, Rub-Koni, Yoahnyang, Tam, Mankien, Wang-Kay, Koch, Nyal og Ganyliel.

## Økonomi
Landbrug er delstatens primære økonomiske aktivitet, og mange af  indbyggene er nomadiske landbrugere, der beskæftiger sig med både landbrug og husdyrhold, især kvæg. Jordbrug foregår primært i regntiden, selvom der også forekommer dyrkning om sommeren. Grøntsager dyrkes ikke i vid udstrækning, da de fleste landmænd bor på landet  og derfor mangler adgang til markeder for deres produkter.

## Oliefelter
Sydsudans første oliereserver blev opdaget i området i 1970'erne. De internationale olieselskaber, der engagerede sig i olieefterforskning, bidrog til massiv fordrivelse af den oprindelige befolkning.
Oliefelter i staten omfatter Unity-oliefeltet og det meste af Blok 5A. Unity-oliefeltet er inden for den største kulbrinteforekomst i Muglad-riftbassinet og indeholder anslået 150.000.000 barrels (24.000.000 m3) olie. 
Rørledningen Greater Nile Oil Pipeline (en) begynder i Unity oilfeltet.